# Вальц, Саша
Саша Вальц (нем. Sasha Waltz, 8 марта 1963, Карлсруэ) — немецкая танцовщица и хореограф.

## Биография
Начала танцевать с 5 лет, занималась у Вальтрауд Корнхаас, ученицы Мэри Вигман. В 1983—1986 училась в Амстердаме, в 1986—1987 — в Нью-Йорке. В 1993 основала собственную компанию Sasha Waltz & Guests. В 1999-2004 вместе с Томасом Остермайером руководила театром Шаубюне в Берлине. В 2019 году станет художественным руководителем и генеральным директором Государственного балета Берлина совместно со шведским танцовщиком и хореографом Йоханнесом Оманом.

## Постановки
- 1997 — Zweiland
- 1999 — Dialoge ‘99/II
- 2000 — Körper
- 2002 — noBody

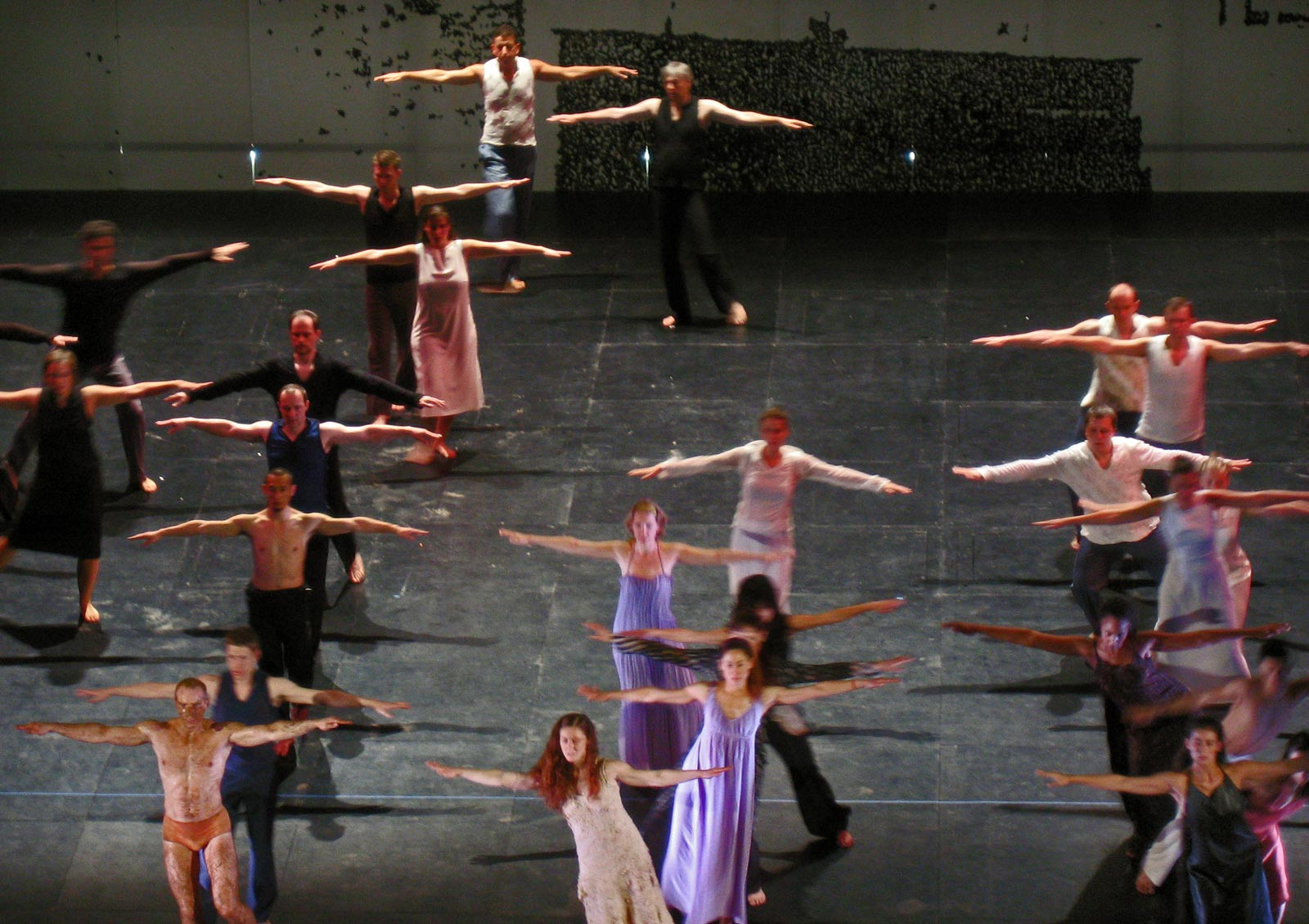
Постановка Саши Вальц в Берлинской государственной опере, 2006

- 2003 — Insideout (музыка Ребекки Саундерс)
- 2004 — Impromptus
- 2005 — Dido & Aeneas
- 2005 — Gezeiten
- 2005 — Fantasie и Fugue à trois
- 2006 — Solo für Vladimir Malakhov
- 2006 — Dialoge Chiostro di San Martino
- 2006 — Dialoge 06 — Radiale Systeme
- 2007 — Medeamaterial (опера Паскаля Дюсапена, либретто Хайнера Мюллера), Ромео и Джульетта на музыку Берлиоза.
- 2008  —  Jagden und Formen (музыка Вольфганга Рима)
- 2010  —  Continu (музыка Эдгара Вареза)
- 2011  — Matsukaze (опера Тосио Хосокавы, см. )
- 2012 - gefaltet (хореографический концерт на музыку Моцарта, )

## Признание
Офицер французского Ордена искусств и литературы (2009). Премия Каролины Нойбер (2010). Кавалерский крест Ордена «За заслуги перед ФРГ» (2011).